# Irene Vanbrugh
Irene Vanbrugh (2 de diciembre de 1872 – 30 de noviembre de 1949) fue una actriz británica.

## Resumen biográfico
Su verdadero nombre era Irene Barnes y nació en Exeter, Inglaterra. Era hija de un clérigo y estudió en Londres y París (Francia). En 1889 se unió al actor John Lawrence Toole para viajar a Australia y Nueva Zelanda. En 1892 entró a formar parte de la compañía teatral de Herbert Beerbohm Tree, y en 1895 de la de Arthur Bourchier, con el cual actuó en los Estados Unidos en 1896.
En 1901 se casó con el actor Dion Boucicault, Jr., hijo del también actor irlandés Dion Boucicault. Vanbrugh hizo importantes papeles en diferentes obras, destacando The Chili Widow, La importancia de llamarse Ernesto, The Admirable Crichton, Lettu, His House in Order, The Great Conspiracy, Mid Channel, Grace, Passers By, Rosalind, Open Window, The Land of Promise, Der Tag y The School for Scandal. 
Su hermana, Violet Vanbrugh, fue también actriz, y se casó con Arthur Bourchier.
Irene Vanbrugh fue nombrada dama comendadora de la Orden del Imperio Británico en 1941. Falleció en Londres en 1949 y fue enterrada en el Cementerio Saint Mary the Virgin Hurley en Berkshire.